# باغ تندیس

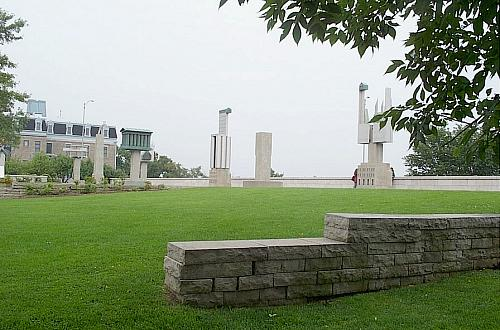
یک باغ تندیس در مونترال، مونترال، کانادا

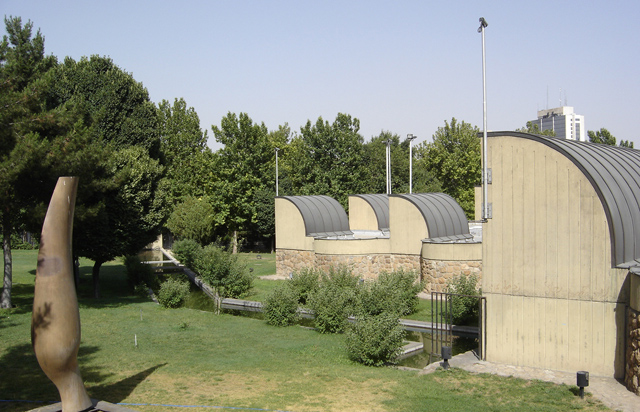
باغ تندیس موزه هنرهای معاصر تهران مجاور پارک لاله

باغ تندیس محوطه‌ای است که برای نمایش تندیس اختصاص داده شده است. باغ تندیس معمولاً با آثاری ساخته شده از مصالح و مواد بادوام به صورت دائمی و در محیطی چشم‌نواز طراحی می‌شود.

یک باغ تندیس ممکن است خصوصی یا متعلق به یک موزه باشد و بازدید از آن می‌تواند رایگان یا با هزینه انجام شود یا به صورت عمومی در دسترس همگان باشد. بعضی از شهرها دارای تعداد زیادی تندیس عمومی هستند که برخی از آنها به صورت مجمتع در پارک‌های شهر نصب شده‌اند.